# Chlorissa caerulescens
Chlorissa caerulescens là một loài bướm đêm trong họ Geometridae.